# Auzances
 Auzances  es una población y comuna francesa, en la región de Lemosín, departamento de Creuse, en el distrito de Aubusson. Es el chef-lieu y mayor población del cantón de su nombre.
Está integrada en la Communauté de communes Auzances-Bellegarde-en-Marche, de la que es la comuna más poblada.

## Demografía[1]
| 1 370 | 1 230 | 1 181 | 1 262 | 1 343 | 1 300 | 1 235 | 1 301 | 1 212 | 1 233 | 1 249 | 1 213 | 1 246 | 1 328 | 1 472 | 1 471 | 1 483 | 1 472 | 1 475 | 1 597 | 1 351 | 1 390 | 1 320 | 1 387 | 1 361 | 1 381 | 1 608 | 1 566 | 1 665 | 1 732 | 1 536 | 1 371 | 1376 |
| Para los censos de 1962 a 1999 la población legal corresponde a la población sin duplicidades (Fuente: INSEE [Consultar]) |       |       |       |       |       |       |       |       |       |       |       |       |       |       |       |       |       |       |       |       |       |       |       |       |       |       |       |       |       |       |       |      |